# Kurzweil Music Systems
Kurzweil Music Systems é uma empresa que produz instrumentos musicais eletrônicos para uso profissional e doméstico. Fundada nos Estados Unidos em 1982 por Stevie Wonder e Raymond Kurzweil, um desenvolvedor de máquinas de leitura para cegos, a empresa fez uso de várias tecnologias originalmente desenvolvidas para tais máquinas de leitura, adaptadas aos propósitos musicais. A companhia lançou seu primeiro modelo de instrumento, o K250, em 1983, e continua a produzir desde então.
A empresa foi adquirida pela fabricante de pianos Young Chang em 1990, a qual indicou Raymond Kurzweil como chefe de estratégia da Kurzweil.